# 25e cérémonie des Oscars
La  25e cérémonie des Oscars du cinéma s'est déroulée le 19 mars 1953, conjointement au Pantages Theatre à Los Angeles et au NBC International Theatre (en) à New York.

## Palmarès

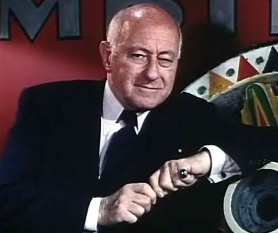
Cecil B. DeMille

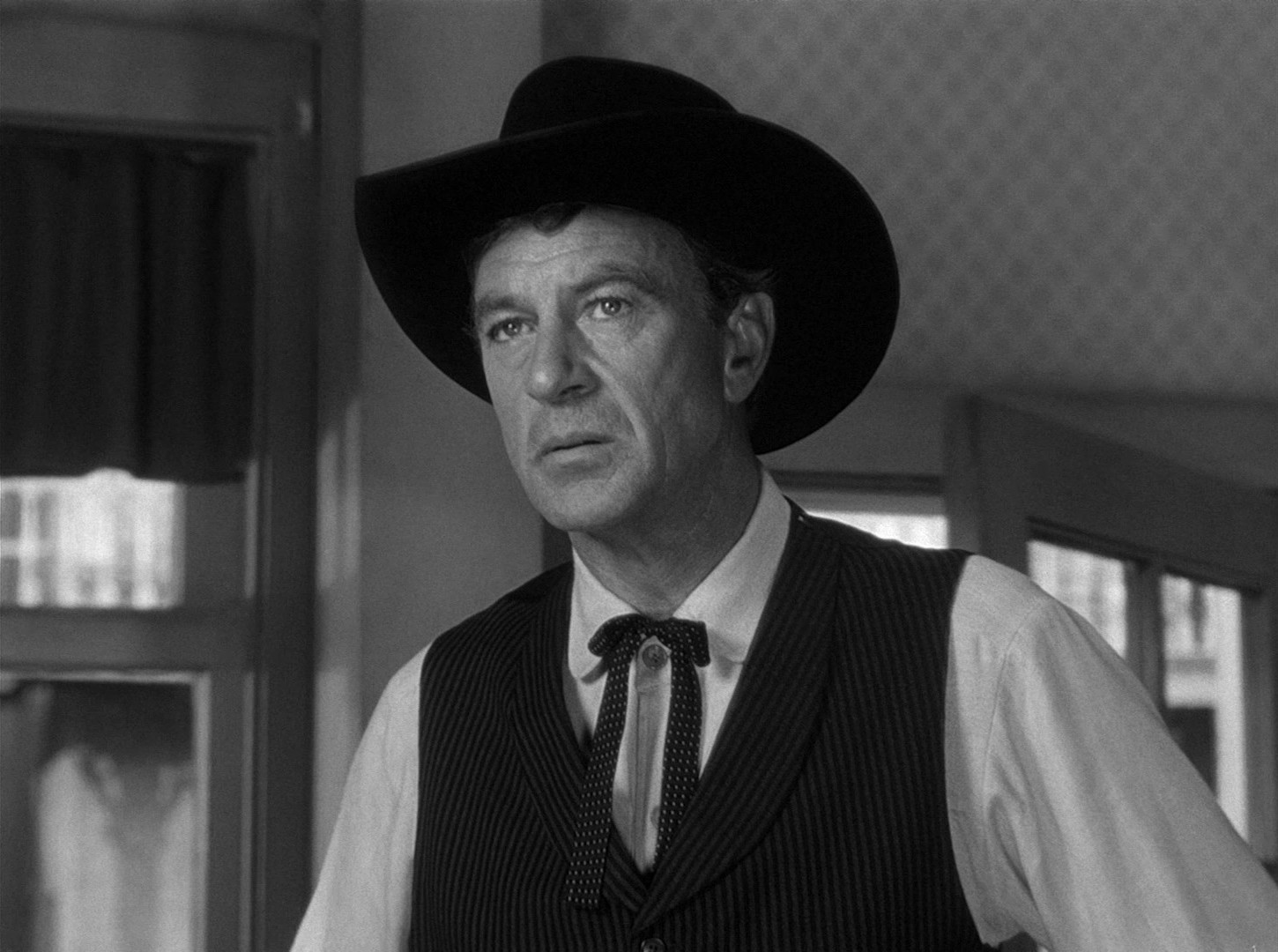
Gary Cooper dans Le train sifflera trois fois

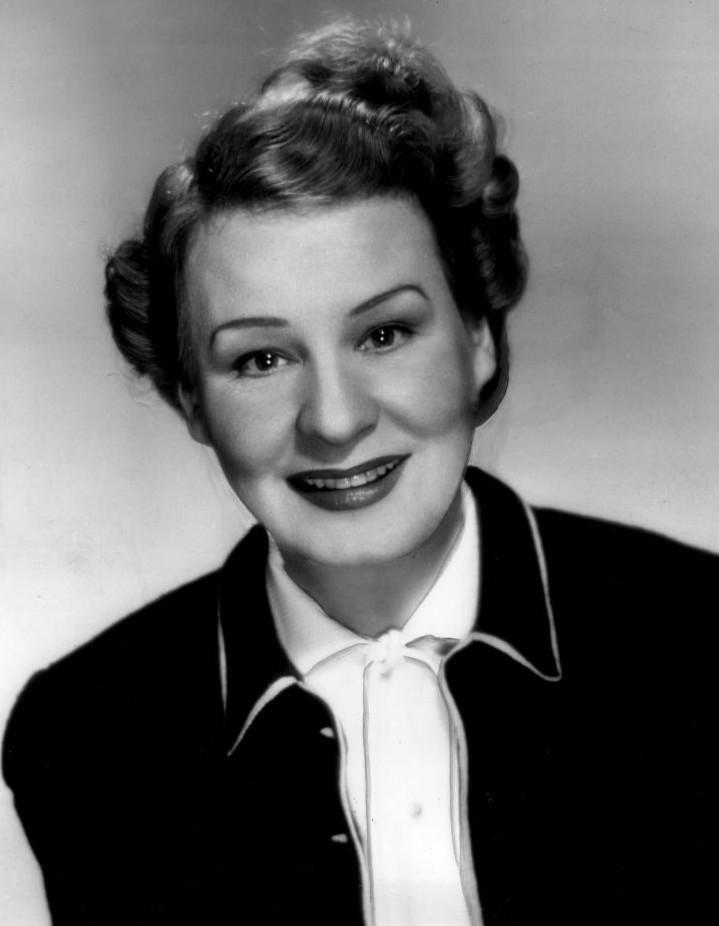
Shirley Booth en 1950

### Meilleur film
- Sous le plus grand chapiteau du monde (The Greatest Show on Earth) - Cecil B. DeMille pour Paramount Pictures
  - L'Homme tranquille (The Quiet Man) - John Ford et Merian C. Cooper pour Argosy Pictures et Republic Pictures
  - Ivanhoé (Ivanhoe) - Pandro S. Berman pour Metro-Goldwyn-Mayer
  - Moulin Rouge - Romulus Films
  - Le train sifflera trois fois (High Noon) - Stanley Kramer pour Stanley Kramer Productions et United Artists

### Meilleur réalisateur
- John Ford pour L'Homme tranquille (The Quiet Man)
  - Joseph L. Mankiewicz pour L'Affaire Cicéron (5 Fingers)
  - Fred Zinnemann pour Le train sifflera trois fois (High Noon)
  - John Huston pour Moulin Rouge
  - Cecil B. DeMille pour Sous le plus grand chapiteau du monde (The Greatest Show on Earth)

### Meilleur acteur
- Gary Cooper pour le rôle de Will Kane dans Le train sifflera trois fois (High Noon)
  - José Ferrer pour le rôle de Alphonse / Henri de Toulouse-Lautrec dans Moulin rouge
  - Kirk Douglas pour le rôle de Jonathan Shields dans Les Ensorcelés (The Bad and the Beautiful)
  - Alec Guinness pour le rôle de M. Holland dans De l'or en barre (The Lavender Hill Mob)
  - Marlon Brando pour le rôle de Emiliano Zapata dans Viva Zapata!

### Meilleure actrice
- Shirley Booth pour le rôle de Lola Delaney dans Reviens petite Sheba (Come Back, Little Sheba)
  - Bette Davis pour le rôle de Margaret Elliot dans La Star (The Star)
  - Joan Crawford pour le rôle de Myra Hudson dans Le Masque arraché (Sudden Fear)
  - Julie Harris pour le rôle de Frances "Frankie" Addams dans L'Invitée à la noce (The Member of the Wedding)
  - Susan Hayward pour le rôle de Jane Froman dans Un refrain dans mon cœur (With a Song in My Heart)

### Meilleur acteur dans un second rôle
- Anthony Quinn pour le rôle d'Eufemio Zapata dans Viva Zapata!
  - Richard Burton pour le rôle de Philip Ashley dans Ma cousine Rachel (My Cousin Rachel)
  - Jack Palance pour le rôle de Lester Blaine dans Le Masque arraché (Sudden Fear)
  - Arthur Hunnicutt pour le rôle de Zeb Calloway dans La Captive aux yeux clairs (The Big Sky)
  - Victor McLaglen pour le rôle de Will 'Red' Danaher dans L'Homme tranquille (The Quiet Man)

### Meilleure actrice dans un second rôle
- Gloria Grahame pour le rôle de Rosemary Bartlow dans Les Ensorcelés (The Bad and the Beautiful)
  - Terry Moore pour le rôle de Marie Buckholder dans Reviens petite Sheba (Come Back, Little Sheba)
  - Colette Marchand pour le rôle de Marie Charlet dans Moulin rouge
  - Jean Hagen pour le rôle de Lina Lamont dans Chantons sous la pluie (Singin' in the Rain)
  - Thelma Ritter pour le rôle de Clancy dans Un refrain dans mon cœur (With a Song in My Heart)

### Meilleur scénario original
- T.E.B. Clarke pour De l'or en barres (The Lavender Hill Mob)
  - Sydney Boehm pour Le Vol du secret de l'atome (The Atomic City)
  - Terence Rattigan pour Le Mur du son (The Sound Barrier)
  - Ruth Gordon et Garson Kanin pour Mademoiselle Gagne-Tout (Pat and Mike)
  - John Steinbeck pour Viva Zapata!

### Meilleur scénario adapté
- Charles Schnee pour Les Ensorcelés (The Bad and the Beautiful), d'après Tribute to a Badman de George Bradshaw (en)
  - Michael Wilson pour L'Affaire Cicéron (5 Fingers), d'après le roman Operation Cicero de Ludwig Carl Moyzisch
  - Carl Foreman pour Le train sifflera trois fois (High Noon), d'après la nouvelle The Tin Star de John W. Cunningham
  - John Dighton (en), Roger MacDougall et Alexander Mackendrick pour L'Homme au complet blanc (The Man in the White Suit), d'après la pièce The Man in the White Suit de Roger MacDougall
  - Frank S. Nugent pour L'Homme tranquille (The Quiet Man), d'après la nouvelle Green Rushes de Maurice Walsh

### Meilleure histoire originale
- Frank Cavett, Fredric M. Frank et Theodore St. John pour Sous le plus grand chapiteau du monde (The Greatest Show on Earth)
  - Leo McCarey pour Mon fils John (My Son John)
  - Martin Goldsmith et Jack Leonard pour L'Énigme du Chicago Express (The Narrow Margin)
  - Guy Trosper pour The Pride of St. Louis
  - Edward Anhalt et Edna Anhalt pour L'Homme à l'affût (The Sniper)

### Meilleurs décors
Noir et blanc
- Les Ensorcelés (The Bad and the Beautiful) – Directeurs artistiques : Cedric Gibbons et Edward C. Carfagno - Chefs décorateurs : Edwin B. Willis et F. Keogh Gleason
  - Un amour désespéré (Carrie) – Directeurs artistiques : Hal Pereira et Roland Anderson (en) - Chef décorateur : Emile Kuri
  - Ma cousine Rachel (My cousin Rachel) – Directeurs artistiques : Lyle Wheeler et John DeCuir - Chef décorateur : Walter M. Scott
  - Rashōmon (羅生門) – Directeur artistique : Takashi Matsuyama - Chef décorateur : H. Matsumoto (en)
  - Viva Zapata ! (Viva Zapata!) – Directeurs artistiques : Lyle Wheeler et Leland Fuller (en) - Chefs décorateurs : Thomas Little et Claude E. Carpenter (en)

Couleur
- Moulin rouge – Directeur artistique : Paul Sheriff - Chef décorateur : Marcel Vertès
  - Hans Christian Andersen et la Danseuse (Hans Christian Andersen) – Directeurs artistiques : Richard Day et Antoni Clavé - Chef décorateur : Howard Bristol (en)
  - La Veuve joyeuse (The Merry Widow) – Directeurs artistiques : Cedric Gibbons et Paul Groesse - Chefs décorateurs : Edwin B. Willis et Arthur Krams
  - L'Homme tranquille (The Quiet Man) – Directeur artistique : Frank Hotaling (en) - Chefs décorateurs : John McCarthy Jr. (en) et Charles S. Thompson (en)
  - Les Neiges du Kilimandjaro (The Snows of Kilimanjaro) – Directeurs artistiques : Lyle Wheeler et John DeCuir - Chefs décorateurs : Thomas Little et Paul S. Fox

### Meilleurs costumes
Noir et blanc
- Helen Rose pour Les Ensorcelés (The Bad and the Beautiful)
  - Jean-Louis Berthault pour L'Affaire de Trinidad (Affair in Trinidad)
  - Edith Head pour Un amour désespéré (Carrie)
  - Charles Le Maire et Dorothy Jeakins pour Ma cousine Rachel (My cousin Rachel)
  - Sheila O'Brien (en) pour Le Masque arraché (Sudden Fear)

Couleur
- Marcel Vertès pour Moulin rouge
  - Edith Head, Dorothy Jeakins et Miles White (en) pour Sous le plus grand chapiteau du monde (The greatest show on earth)
  - Antoni Clavé, Mary Wills et Barbara Karinska pour Hans Christian Andersen et la Danseuse (Hans Christian Andersen)
  - Helen Rose et Gile Steele pour La Veuve joyeuse (The Merry Widow)
  - Charles Le Maire pour Un refrain dans mon cœur (With a Song in My Heart)

### Meilleure photographie
Noir et blanc
- Robert Surtees pour Les Ensorcelés (The Bad and the Beautiful)
  - Russell Harlan pour La Captive aux yeux clairs (The Big Sky)
  - Joseph LaShelle pour Ma cousine Rachel (My Cousin Rachel)
  - Virgil Miller pour Navajo
  - Charles Lang pour Le Masque arraché (Sudden Fear)

Couleur
- Winton Hoch et Archie Stout pour L'Homme tranquille (The Quiet Man)
  - Harry Stradling Sr. pour Hans Christian Andersen et la Danseuse (Hans Christian Andersen)
  - Freddie Young pour Ivanhoé (Ivanhoe)
  - George J. Folsey pour La Première Sirène (Million Dollar Mermaid)
  - Leon Shamroy pour Les Neiges du Kilimandjaro (The Snows of Kilimanjaro)

### Meilleur montage
- Harry Gerstad et Elmo Williams pour Le train sifflera trois fois (High Noon)
  - Warren Low pour Reviens petite Sheba (Come Back, Little Sheba)
  - William Austin pour L'Escadrille de l'enfer (Flat Top)
  - Anne Bauchens pour Sous le plus grand chapiteau du monde (The Greatest Show on Earth)
  - Ralph Kemplen pour Moulin Rouge

### Meilleur son
- Le Mur du son (The Sound Barrier) – London Film Sound Department
  - Trois Dames et un as (The Card) – Pinewood Studios Sound Department
  - Hans Christian Andersen et la Danseuse (Hans Christian Andersen) – Gordon E. Sawyer (Samuel Goldwyn Studio Sound Department)
  - L'Homme tranquille (The Quiet Man) – Daniel J. Bloomberg (en) (Republic Studio Sound Department)
  - Un refrain dans mon cœur (With a Song in My Heart) – Thomas T. Moulton (20th Century-Fox Studio Sound Department)

### Meilleure musique de film
Film dramatique ou comédie
- Dimitri Tiomkin pour Le train sifflera trois fois (High Noon)
  - Miklós Rózsa pour Ivanhoé (Ivanhoe)
  - Max Steiner pour Le Miracle de Fatima (The Miracle of Our Lady of Fatima)
  - Herschel Burke Gilbert pour L'Espion (The Thief)
  - Alex North pour Viva Zapata ! (Viva Zapata!)

Film musical
- Alfred Newman pour Un refrain dans mon cœur (With a Song in My Heart)
  - Walter Scharf pour Hans Christian Andersen et la Danseuse (Hans Christian Andersen)
  - Ray Heindorf et Max Steiner pour Le Chanteur de jazz (The Jazz Singer)
  - Gian-Carlo Menotti pour Le Medium (Il medium)
  - Lennie Hayton pour Chantons sous la pluie (Singin' in the Rain)

### Meilleure chanson
- The Ballad of High Noon dans Le train sifflera trois fois (High Noon) – Musique : Dimitri Tiomkin ; paroles : Ned Washington
  - Am I in Love dans Le Fils de visage pâle (Son of Paleface) – Paroles et musique : Jack Brooks
  - Because You're Mine dans Tu es à moi (Because You're Mine) – Musique : Nicholas Brodszky ; paroles : Sammy Cahn
  - Thumbelina dans Hans Christian Andersen et la Danseuse (Hans Christian Andersen) – Paroles et musique : Frank Loesser
  - Zing A Little Zong dans Pour vous, mon amour (Just for You) – Musique : Harry Warren ; paroles : Leo Robin

### Meilleur film documentaire
- Cette mer qui nous entoure (The Sea Around Us) de Irwin Allen
  - The Hoaxters
  - Navajo de Norman Foster

### Meilleurs effets spéciaux
- Capitaine sans loi (Plymouth Adventure)

### Meilleur court métrage en prises de vues réelles
Une bobine
- Light in the Window de Jean Oser
  - Athletes of the Saddle
  - Desert Killer
  - Voisins (Neighbours) de Norman McLaren
  - Royal Scotland

Deux bobines
- Les Oiseaux aquatiques (Water Birds) de Ben Sharpsteen
  - Bridge of Time
  - Devil Take Us
  - 'Thar She Blows!

### Meilleur court métrage documentaire
- Voisins (Neighbours) de Norman McLaren
  - Devil Take Us de Herbert Morgan
  - The Garden Spider de Alberto Ancilotto
  - Man Alive! de William T. Hurtz

### Meilleur court métrage d'animation
- Jerry danse la valse de Vienne (Johann Mouse), série Tom et Jerry, de William Hanna et Joseph Barbera
  - Johnny le petit jet (Little Johnny Jet) de Tex Avery
  - Madeline de Robert Cannon
  - Pink and Blue Blues, série Mister Magoo, de Pete Burness
  - The Romance of Transportation in Canada de Colin Low

## Oscars d'honneur
- George Alfred Mitchell
- Joseph M. Schenck
- Merian C. Cooper
- Harold Lloyd
- Bob Hope

## Oscar d'honneur du meilleur film étranger
- Jeux interdits de René Clément •  France

## Oscar en mémoire d'Irving Thalberg
- Cecil B. DeMille

## Statistiques

### Récompenses multiples
- 5 Oscars : Les Ensorcelés
- 4 Oscars : Le train sifflera trois fois
- 2 Oscars : Sous le plus grand chapiteau du monde, Moulin rouge, L'Homme tranquille

### Nominations multiples
- 7 nominations: Le train sifflera trois fois, Moulin rouge, L'Homme tranquille
- 6 nominations: Les Ensorcelés, Hans Christian Andersen et la Danseuse
- 5 nominations: Sous le plus grand chapiteau du monde, Viva Zapata !, Un refrain dans mon cœur
- 4 nominations: Ma cousine Rachel, Le Masque arraché
- 3 nominations: Reviens petite Sheba, Ivanhoé
- 2 nominations: La Captive aux yeux clairs, Le Mur du son, Un amour désespéré, Devil Take Us, L'Affaire Cicéron, De l'or en barre, La Veuve joyeuse, Navajo, Voisins, Chantons sous la pluie, Les Neiges du Kilimandjaro